# Dicrostonyx groenlandicus
Dicrostonyx groenlandicus là một loài động vật có vú trong họ Cricetidae, bộ Gặm nhấm. Loài này được Traill mô tả năm 1823.